# Colyttus
Colyttus là một chi nhện trong họ Salticidae.